# Blanda
El Blanda ([ˈplanta]) es un río en Islandia, que fluye hacia el norte desde el lado noroeste del glaciar Hofsjökull en Húnavatnshreppur y desemboca en la bahía de Húnaflói en Blönduós. 

## Recorrido
Su cauce se encuentra en la región de Norðurland Vestra. El Blanda es uno de los ríos más largos del país, con una longitud de aproximadamente 125 km, y una cuenta con un área de influencia estimada en 2370 km². Su fuente se calcula a una altitud de 800 m. El río es uno de los principales ríos salmoneros de Islandia y con frecuencia ha dado una captura de casi 3000 salmones en un verano. Antes de que el río fuera represado en 1990 las zonas de desove del salmón llegaban casi al pie del glaciar. La central hidroeléctrica de Blanda utiliza la caída del río para generar hasta 150 MW de potencia.

## Galería

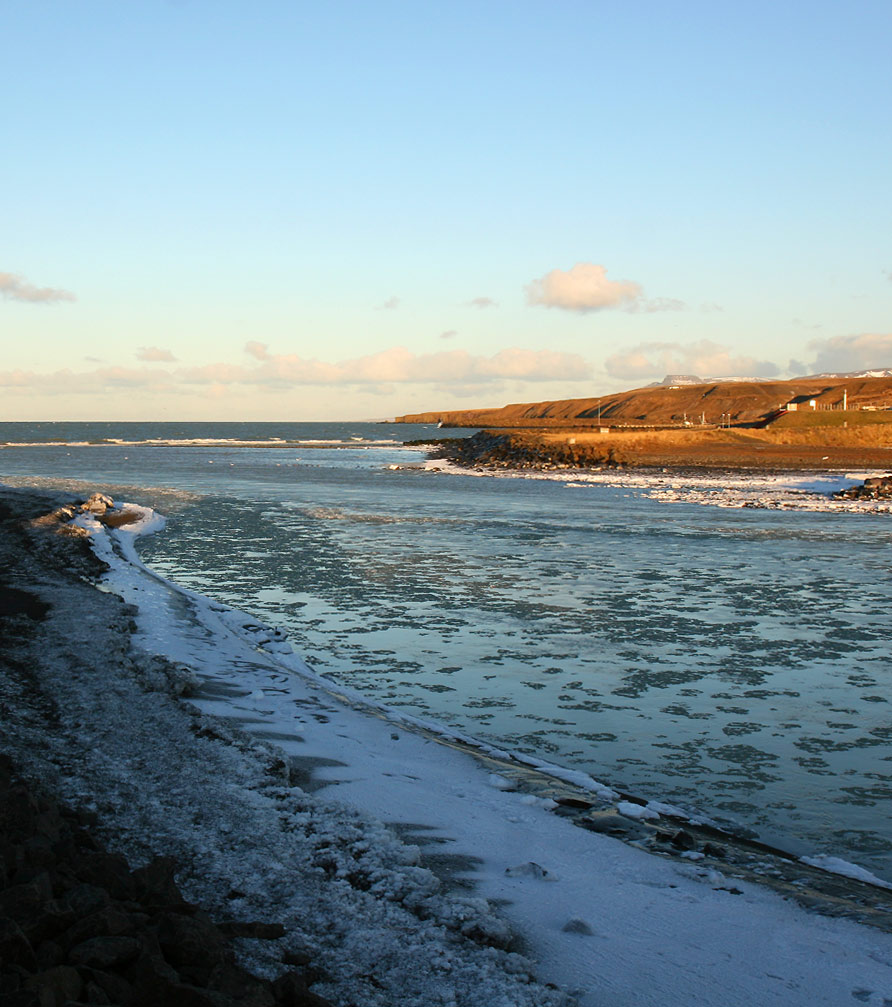
Boca del Blanda desembocando en el Húnaflói
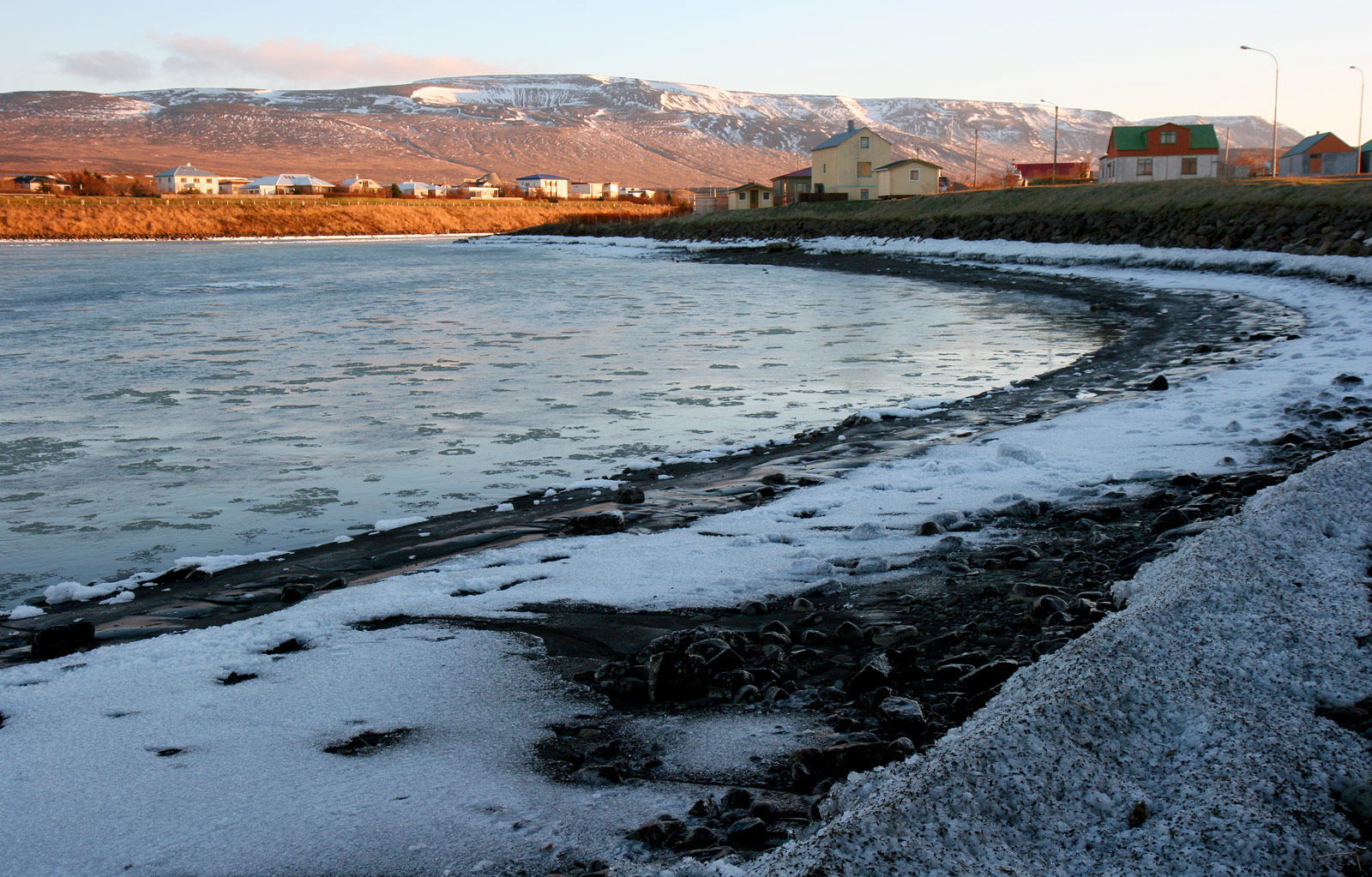
Blanda a través de Blönduós
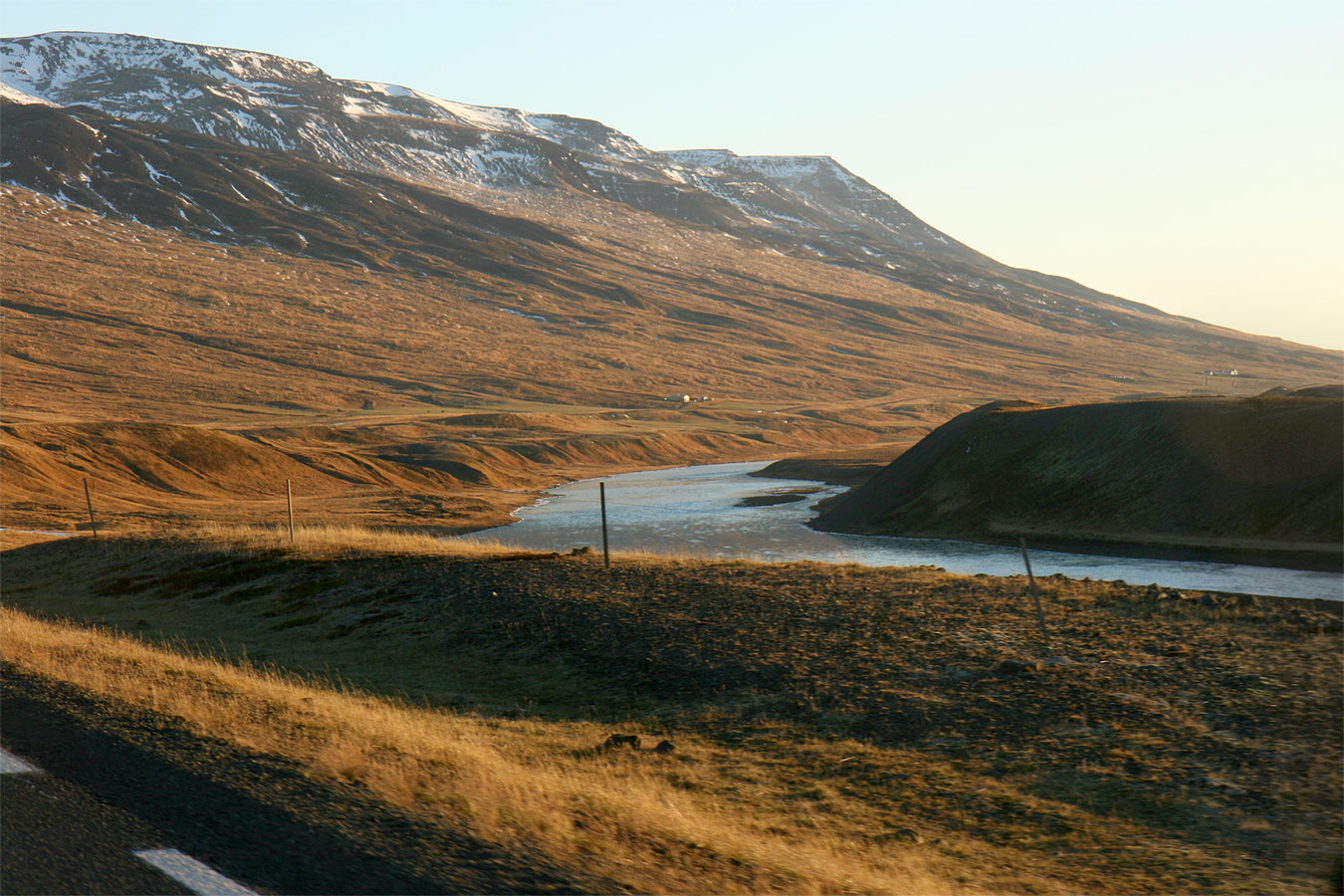
Blanda fluyendo por debajo de Langadalsfjall
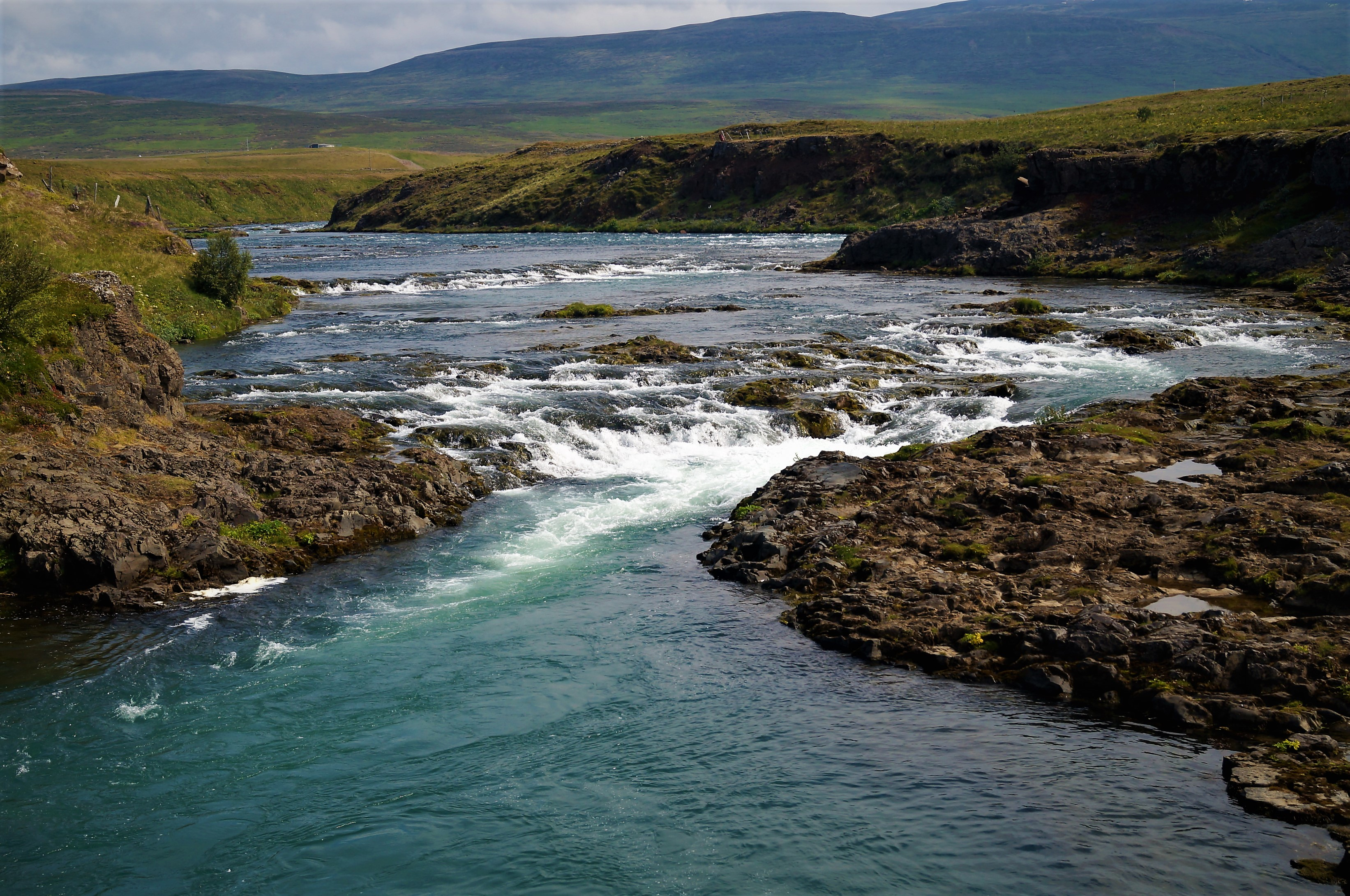